# Tổng lãnh vương cung thánh đường Thánh Gioan Latêranô
Tổng lãnh vương cung thánh đường Nhà thờ chính tòa Chúa Cứu thế Cực Thánh và Thánh Gioan Tẩy giả và Thánh sử Gioan tại Latêranô – còn được biết đến với những tên gọi khác như Vương cung thánh đường Thánh Gioan Latêranô (Basilica di San Giovanni in Laterano), hay Nhà thờ Chính tòa Roma (Cattedrale di Roma) – là nhà thờ mẹ của Giáo phận Rôma, và là nơi đặt ngai tòa của Giám mục Rôma, tức Giáo hoàng. Nhà thờ hiện do Giáo hoàng Lêô XIV điều hành thông qua hồng y đẳng linh mục Baldassare Reina, Giám quản Giáo phận Rôma.
Khởi nguồn từ sau sắc lệnh tự do tôn giáo và chấm dứt đàn áp do Constantinus Đại đế ban hành, Vương cung thánh đường Latêranô là nhà thờ Kitô giáo đầu tiên được xây dựng chính thức hợp pháp tại Đế quốc La Mã. Đây là nhà thờ cổ nhất và cao cấp nhất trong tứ đại vương cung thánh đường thuộc giáo hoàng, cũng như lâu đời nhất và quan trọng nhất trong thế giới phương Tây, nên nắm giữ tước hiệu độc nhất vô nhị Tổng lãnh vương cung thánh đường (tiếng Latinh: Archibasilica) kèm danh hiệu cao quý Nhà thờ Mẹ và Đứng đầu tất cả các nhà thờ trên toàn thế giới (tiếng Latinh: Omnium Urbis et Orbis Ecclesiarum Mater et Caput) và là nhà thờ đại kết của toàn thể Giáo hội Công giáo Hoàn vũ.
Dòng văn tự Latinh lớn khắc ở mặt tiền của nhà thờ: Clemens XII Pont Max Anno V Christo Salvatori In Hon SS Ioan Bapt et Evang có thể được dịch là "Giáo hoàng Clêmentê XII, vào năm thứ 5 [trong niên hiệu Giáo hoàng của ngài, cung hiến cho nhà thờ này] đến Đấng cứu thế Chúa Kitô, để vinh danh Thánh Gioan Tẩy giả và Thánh sử Gioan". Mẫu khắc cùng với tiêu đề đầy đủ của nhà thờ (xem bên dưới) cho biết rằng nhà thờ này ban đầu được dành riêng để cung hiến cho Chúa Giêsu Đấng Cứu Thế bởi Thánh Giáo hoàng Sylvestrô ở thế kỷ 4, sau đó ở thế kỷ 9 dưới thời Giáo hoàng Sergiô III thêm vào cung hiến cho Thánh Gioan Tẩy giả và vào thế kỷ 12 thêm Thánh Gioan Phúc âm trứ giả dưới thời Giáo hoàng Luciô II. Tổng thống nước Cộng hòa Pháp, đương nhiệm là Emmanuel Macron, là "Kinh sĩ đệ nhất và danh dự" theo chức vụ (ex officio) của nhà thờ, danh hiệu của những nguyên thủ quốc gia Pháp có từ thời vua Henri IV của Pháp.
Tổng lãnh vương cung thánh đường Gioan Latêranô tọa lạc ngay trong trung tâm thủ đô Roma, tức nằm bên ngoài và cách lãnh thổ Thành quốc Vatican khoảng 4 kilômét về phía đông nam. Tuy vậy, với tư cách là tài sản của Tòa Thánh, nhà thờ Latêranô và các công trình liền kề (bao gồm Cung điện Giáo hoàng Latêranô - nơi ở chính thức của Giáo hoàng suốt một thiên niên kỷ, Điện Kinh Sĩ, Đại Chủng viện Giáo hoàng La Mã và Đại học Giáo hoàng Latêranô) được hưởng quy chế ngoại giao từ Ý theo các điều khoản của Hiệp ước Latêranô năm 1929, do đó nó vẫn thuộc quyền tài phán và chủ quyền tuyệt đối của Tòa Thánh. Vì là nhà thờ chính tòa của Giáo hoàng thông qua Ngai Giám mục thành Roma, nhà thờ Latêranô có cấp bậc đứng trên tất cả các nhà thờ khác thuộc Giáo hội Công giáo, kể cả Vương cung thánh đường Thánh Phêrô tại Vatican.

## Tổng linh mục
Giáo hoàng Bônifaciô VIII thành lập văn phòng tổng linh mục của nhà thờ này vào năm 1299.
Danh sách các vị tổng linh mục của Tổng lãnh vương cung thánh đường:
| - Gerardo Bianchi (khoảng 1299–1302) - Pietro Valeriano Duraguerra (1302) - Matteo Rosso Orsini (1302–5) - Pietro Colonna (1306–26) - Bertrand de Montfavez (1326–42) - Giovanni Colonna (1342–8) - Pierre Roger de Beaufort (1348–70) - Ange de Grimoard (1371–88) - Pietro Tomacelli (1388?–9) - Francesco Carbone (1389–1405) - Antonio Caetani (seniore) (1405–12) - Oddone Colonna (1412–7) - Alamanno Adimari (1418–22) - Guillaume Fillastre (1422–8) - Alfonso Carillo de Albornoz (1428–34) - Lucido Conti (1434–7) - Angelotto Fosco (1437–44) - António Martinez de Chaves (1444–7) - Domenico Capranica (1447–58) - Prospero Colonna (1458–63) - Latino Orsini (1463–77) - Giuliano della Rovere (1477–1503) - Giovanni Colonna (1503–8) - Alessandro Farnese (1508–34) - Giovanni Domenico de Cupis (1534–53) - Ranuccio Farnese (1553–65) - Mark Sitticus von Hohenems (1565–88) - Ascanio Colonna (1588–1608) - Scipione Caffarelli-Borghese (1608–20) | - Giambattista Leni (1620–7) - Francesco Barberini (1627–9) - Girolamo Colonna (1629–66) - Flavio Chigi (1666–93) - Paluzzo Paluzzi Altieri degli Albertoni (1693–8) - Benedetto Pamphili (1699–1730) - Pietro Ottoboni (1730–40) - Neri Maria Corsini (1740–70) - Mario Marefoschi Compagnoni (1771–80) - Carlo Rezzonico (1781–99) - Francesco Saverio de Zelada (1800–1) - Leonardo Antonelli (1801–11) - Bartolomeo Pacca (1830–44) - Benedetto Barberini (28 Tháng Tư 1844 – 10 Tháng Tư 1863) - Lodovico Altieri (1863–7) - Costantino Patrizi Naro (1867–76) - Flavio Chigi (24 Tháng Mười Hai 1876 – 1885) - Raffaele Monaco La Valletta (1885–96) - Francesco Satolli (16 Tháng Mười Hai 1896 – 8 Tháng Một 1910) - Pietro Respighi (10 Tháng Một 1910 – 22 Tháng Ba 1913) - Domenico Ferrata (7 Tháng Tư 1913 – 10 Tháng Mười 1914) - Basilio Pompilj (28 Tháng Mười 1914 – 5 Tháng Năm 1931) - Francesco Tháng Baetti-Selvaggiani (26 Tháng Năm 1931 – 13 Tháng Một 1951) - Benedetto Aloisi Masella (27 Tháng Mười 1954 – 30 Tháng Tám 1970) - Angelo Dell'Acqua (7 Tháng Mười Một 1970 – 27 Tháng Tám 1972) - Ugo Poletti (26 Tháng Ba 1973 – 17 Tháng Một 1991) - Camillo Ruini (1 Tháng Bảy 1991 – 27 Tháng Sáu 2008) - Agostino Vallini (27 Tháng Sáu 2008 – 26 Tháng Năm 2017) - Angelo De Donatis (26 Tháng Năm 2017 –) |

## Thư viện ảnh

Alessandro Galilei hoàn thành mặc tiền kiến trúc Baroque của nhà thờ vào năm 1735 sau khi thắng cuộc thi giành cơ hội thiết kế.Alessandro Galilei hoàn thành mặc tiền kiến trúc Baroque của nhà thờ vào năm 1735 sau khi thắng cuộc thi giành cơ hội thiết kế.
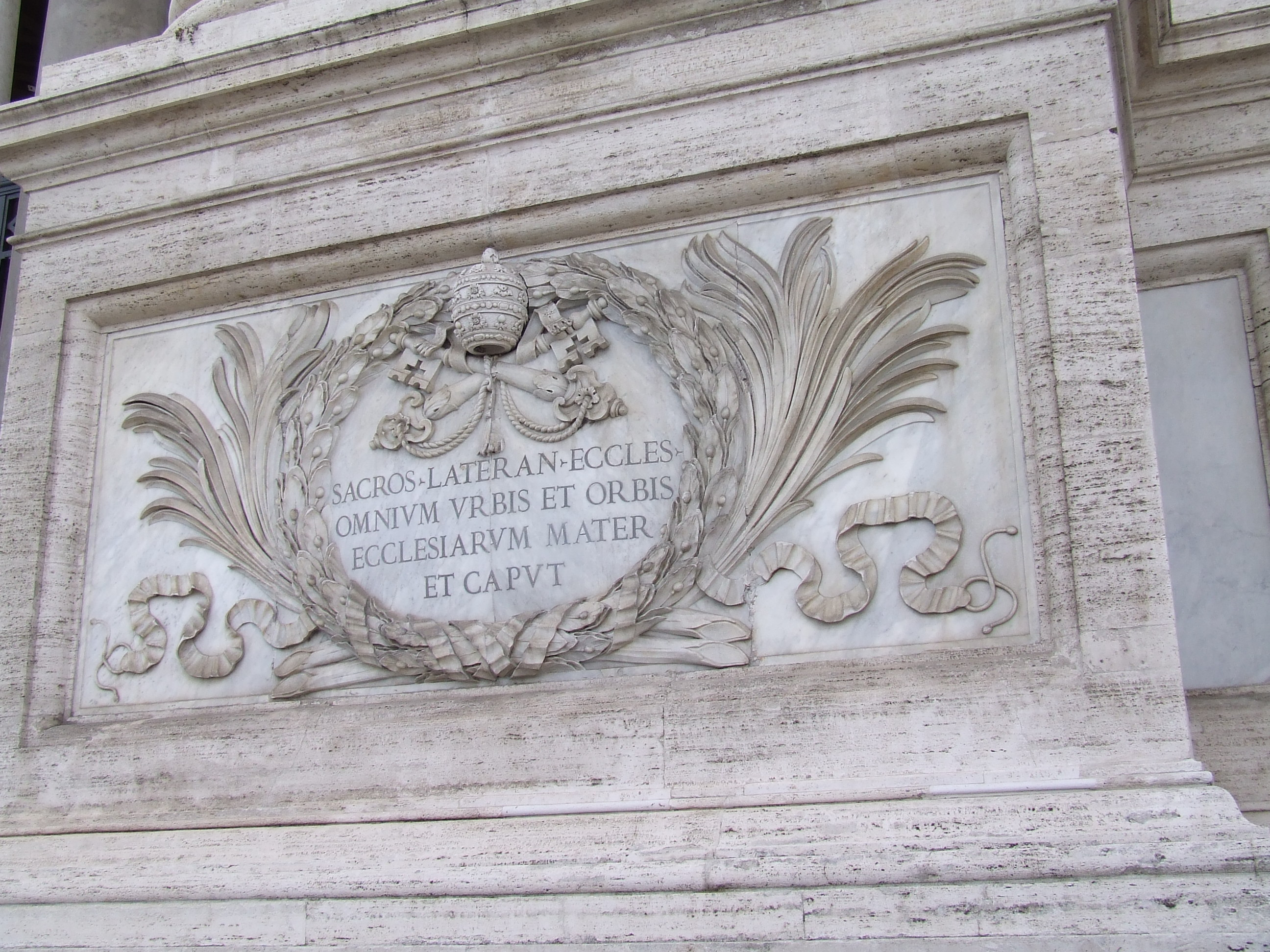
Ngay cánh cửa chính là dòng văn tự của tổng lãnh vương cung thánh đường tuyên bố rằng đây là nhà thờ mẹ của thế giới.
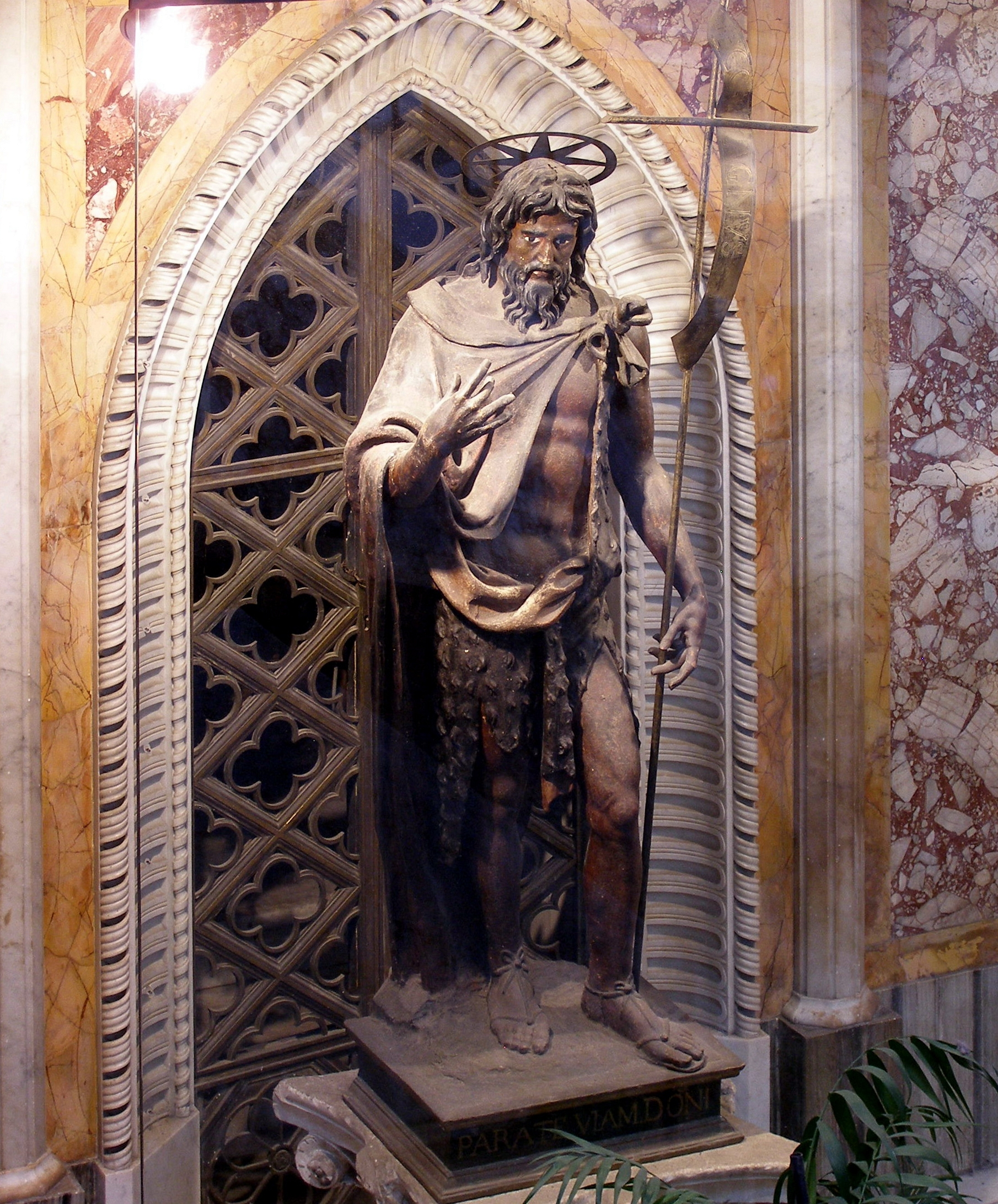
Tượng của Thánh Gioan Báp-tít.
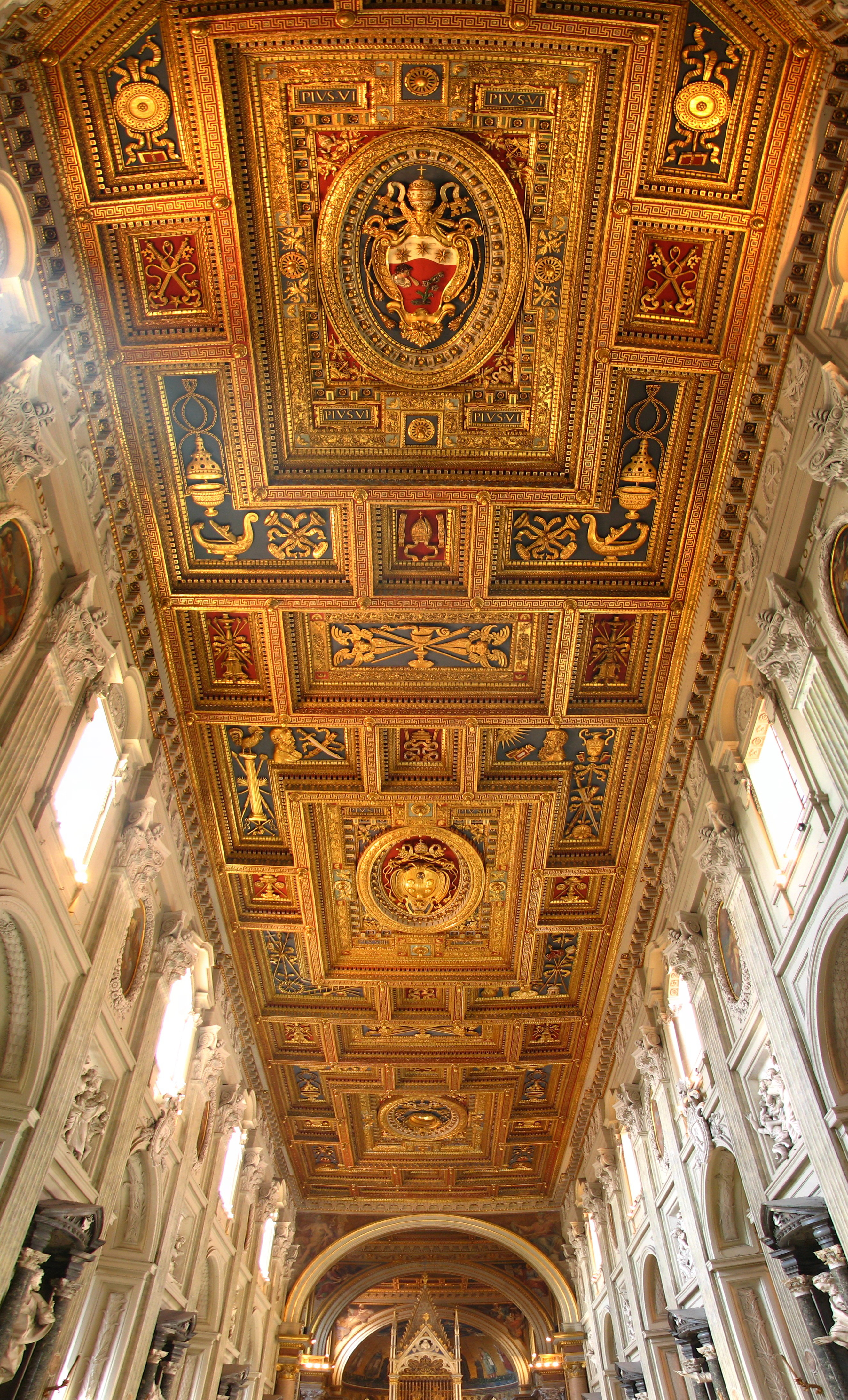
Trần nhà.
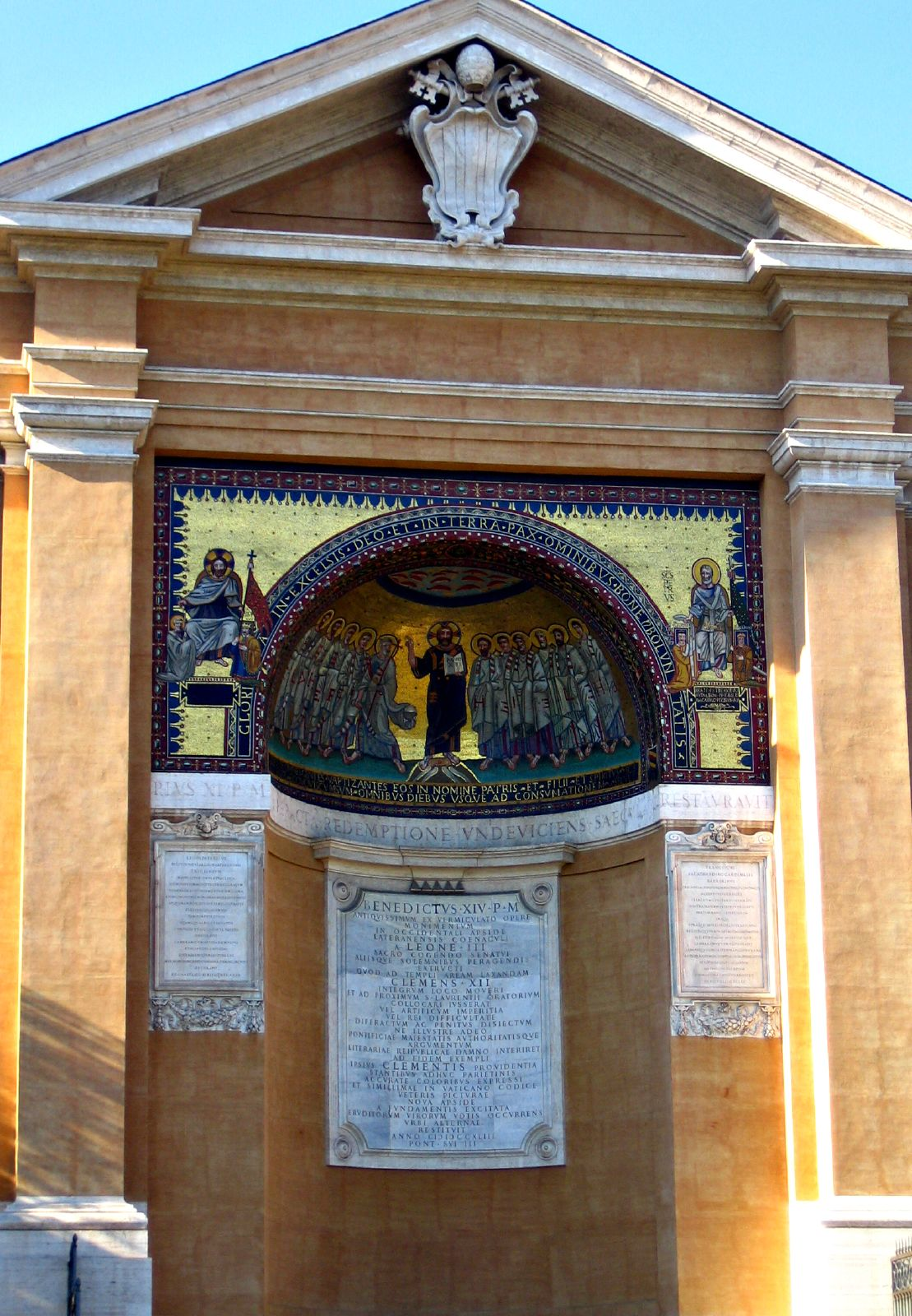
Apse depicting mosaics from the Triclinium of Pope Leo III in the ancient Lateran Palace.
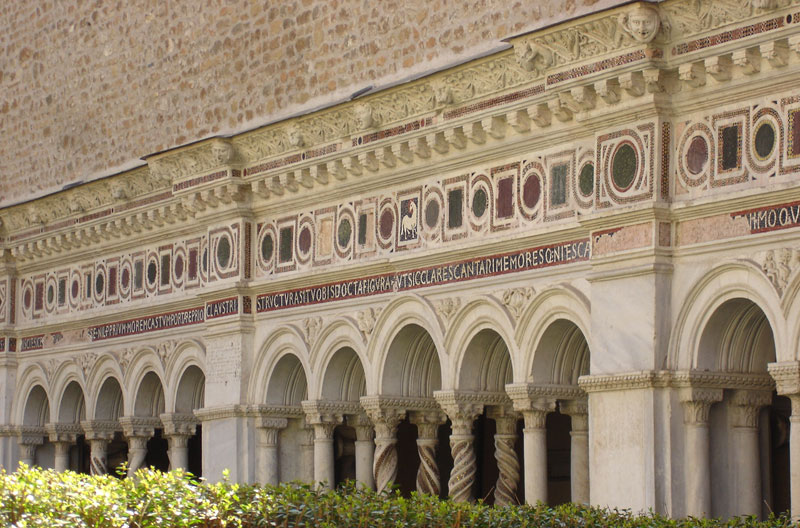
Tu viện gắn liền nhà thờ, với kiểu trang trí cosmatesque.
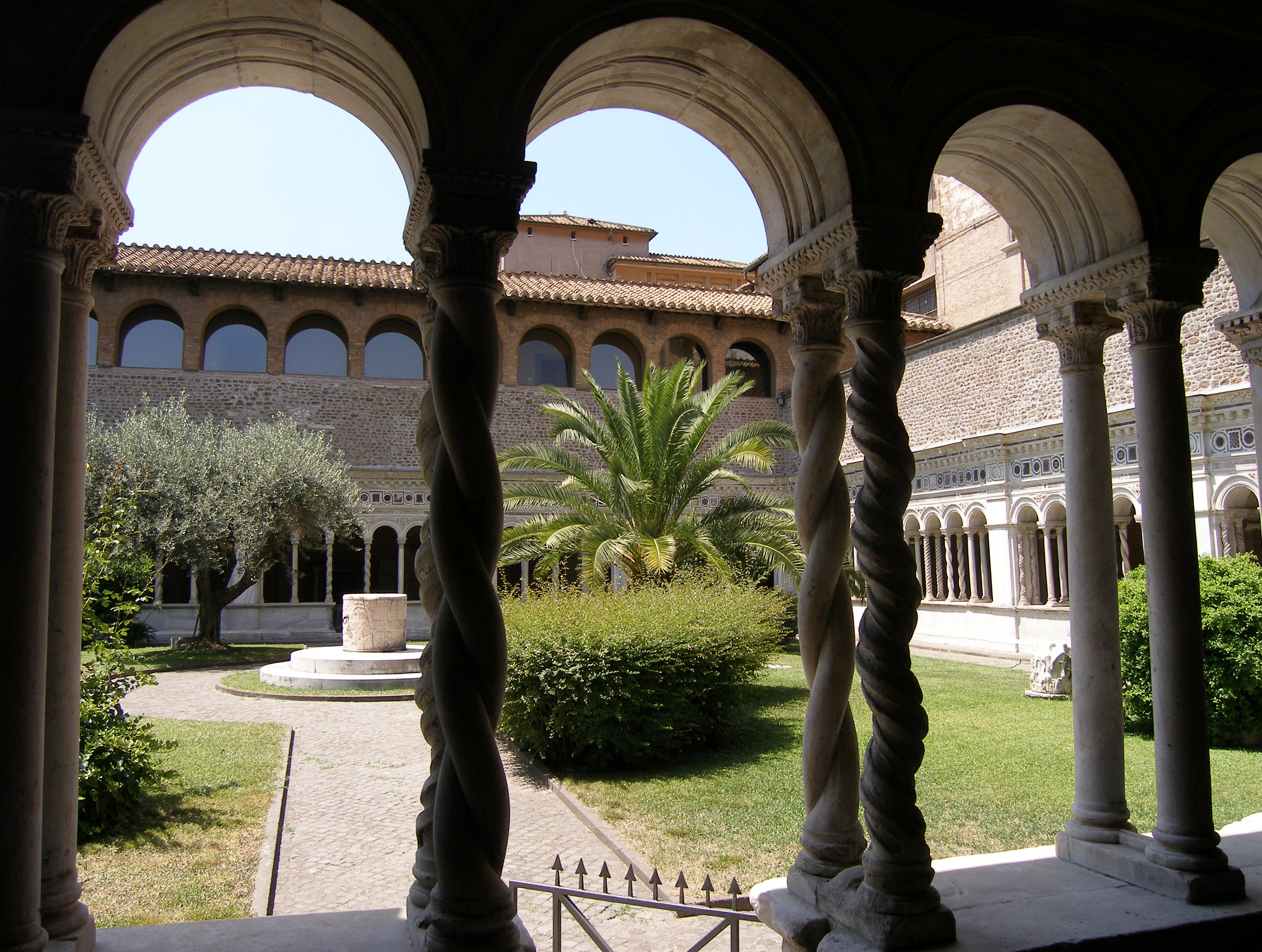
Tu viện gắn liền với nhà thờ.
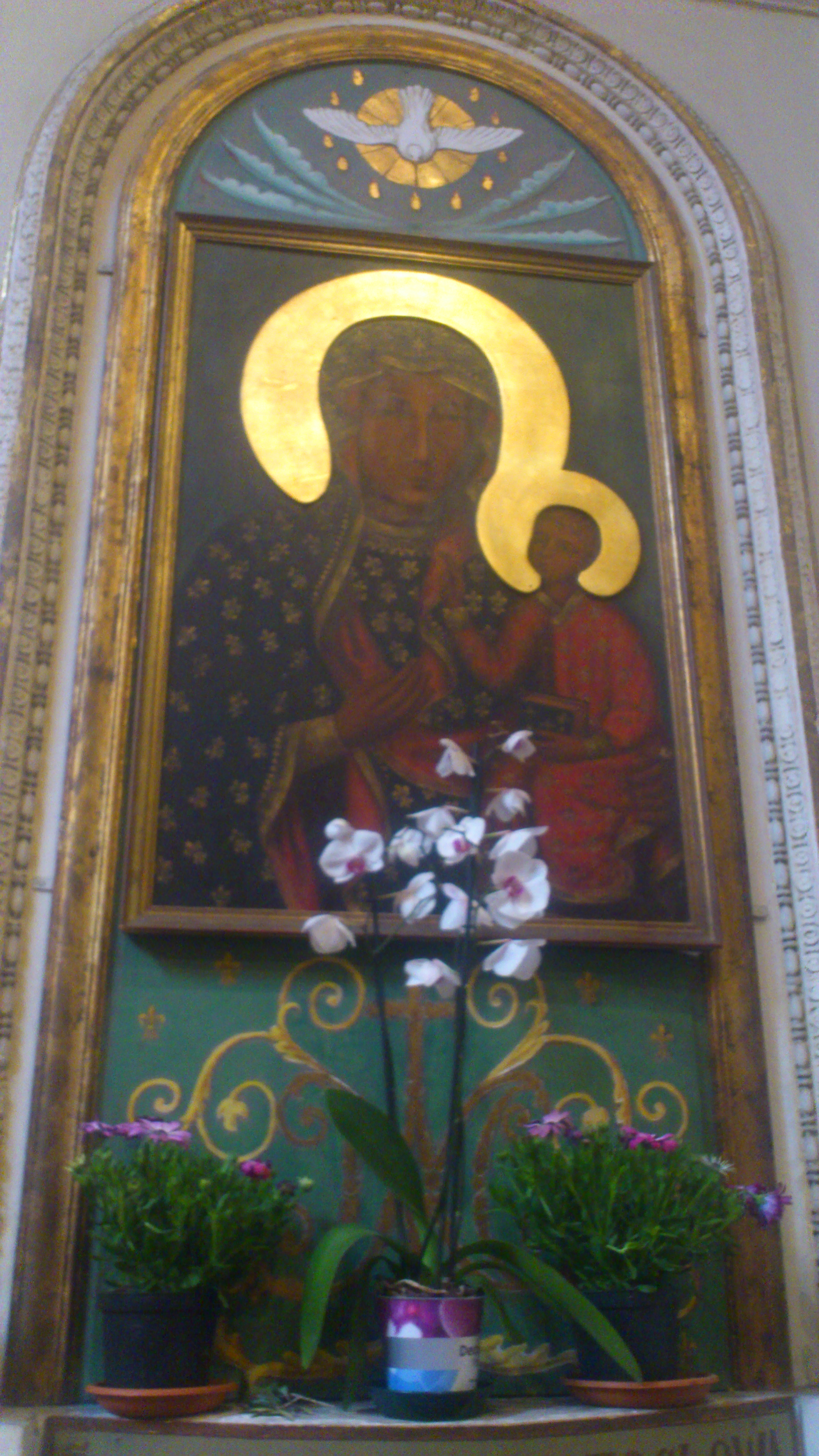
Đức Bà Częstochowa được mô tả trong nhà thờ.
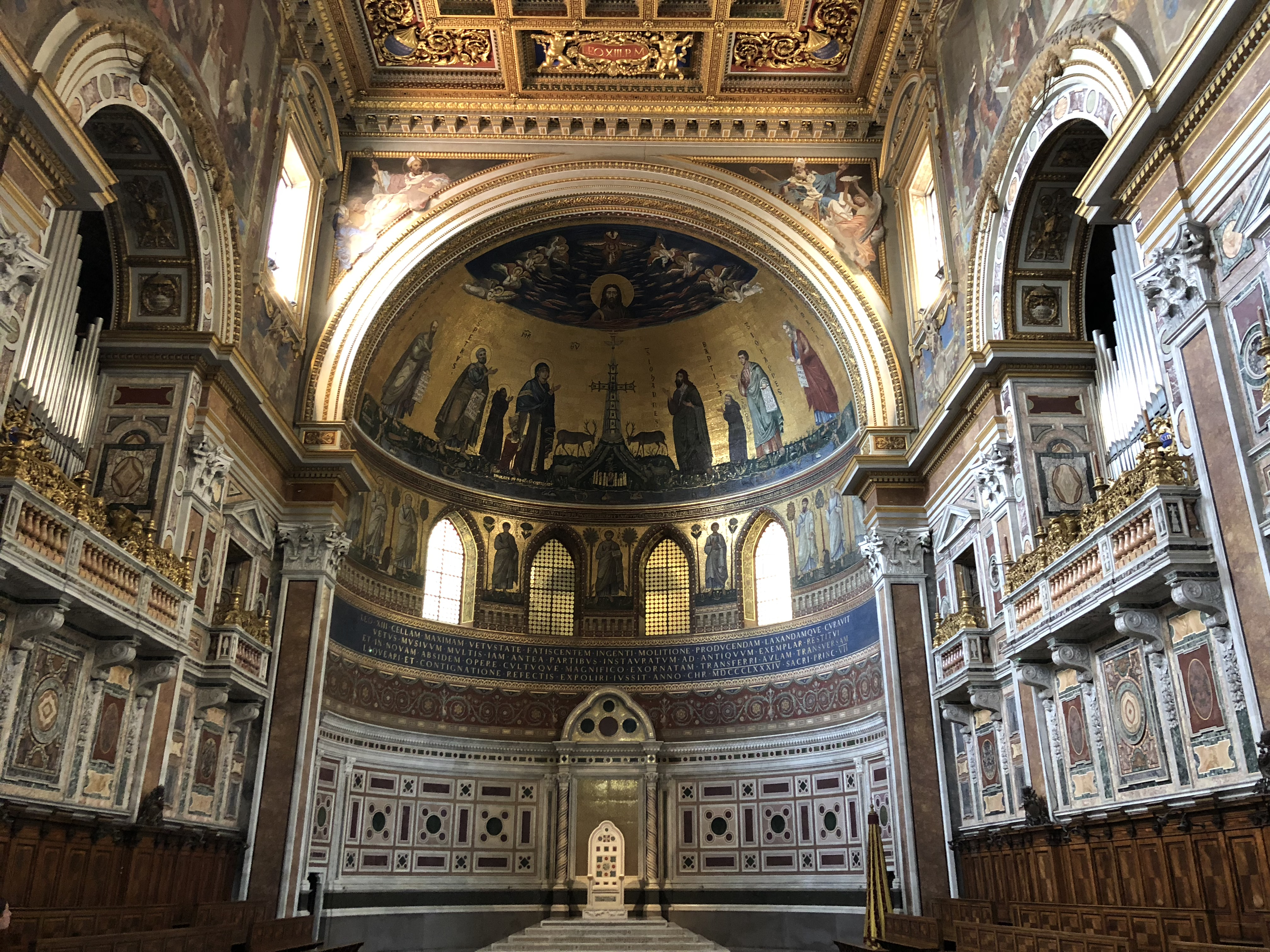
Các tranh bên trong của tổng lãnh vương cung thánh đường.